# Waleria Drygała

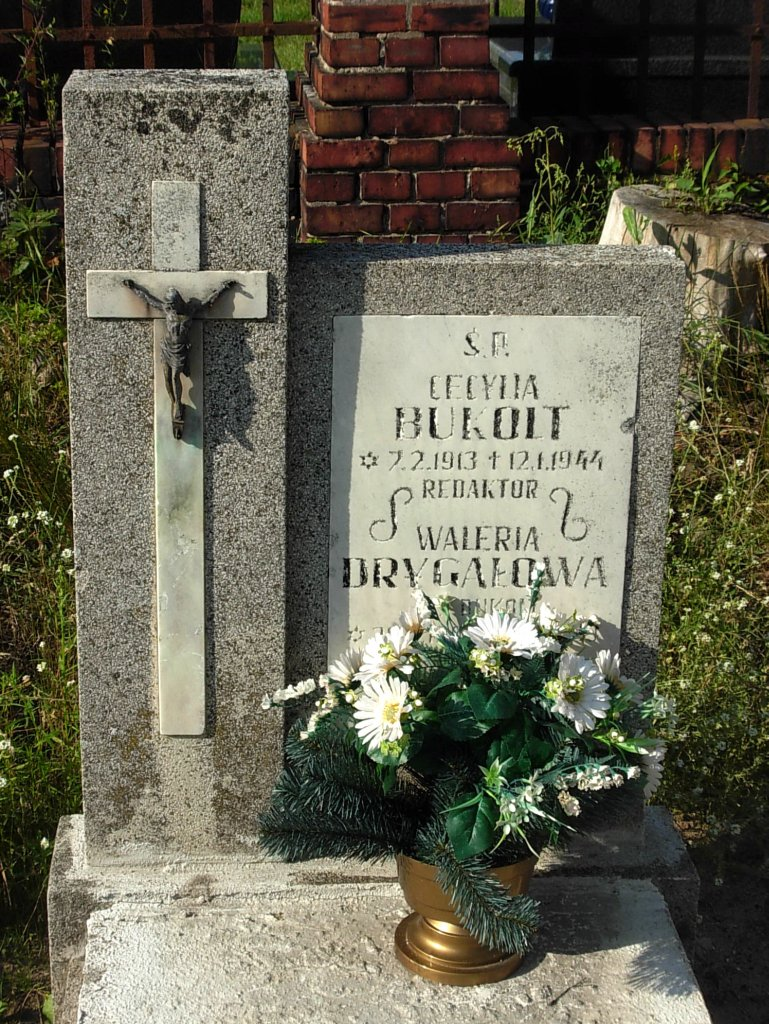
Nagrobek Walerii Drygałowej na cmentarzu Nowofarnym w Bydgoszczy

Waleria Władysława Drygała z domu Buckolt (ur. 1908, zm. 1969) – dziennikarka, założycielka „Kalendarza Bydgoskiego”.

## Życiorys
Urodziła się 29 lutego 1908 r. w Bydgoszczy. Była córką Bernarda, maszynisty kolejowego i Stanisławy z Miklaszów. Po ukończeniu liceum handlowego pracowała w kancelariach adwokatów bydgoskich: Melchiora Wierzbickiego i Stanisława Morawskiego, a następnie w fabryce maszyn jako stenotypistka. W maju 1938 r. przeniosła się do Sosnowca, który był miastem rodzinnym jej męża. Tam zastał ją wybuch wojny.
Dobrze znając język niemiecki i pracę biurową, znalazła zatrudnienie w urzędach w Będzinie i Siewierzu. Podejrzana o udział w akcji sabotażowej, ukrywała się przez wiele miesięcy na terenie Zagłębia Dąbrowskiego, a następnie wróciła do Bydgoszczy. Zmuszona do zameldowania się u władz okupacyjnych, została skierowana do pracy fizycznej na bydgoskim lotnisku.
Po wyzwoleniu Bydgoszczy zgłosiła się do służby społecznej. Następnie, zgodnie ze swymi zainteresowaniami dziennikarskimi, podjęła pracę w bydgoskim oddziale „Polpressu”, skąd przeszła do Rozgłośni Pomorskiej Polskiego Radia. Równocześnie współpracowała z „Trybuną Pomorską”. W 1948 r. związała się z „Ilustrowanym Kurierem Polskim”, prowadząc początkowo dział depeszowy, a później zajmując się publicystyką. Jej zainteresowania skupiały się na problemach regionu bydgoskiego oraz zbrodniami hitlerowskimi popełnionymi na mieszkańcach Pomorza.
Była entuzjastką i znawczynią miasta rodzinnego, udzielając się aktywnie w Towarzystwie Miłośników Miasta Bydgoszczy. Kierowała jego sekcją wydawniczą. W 1969 r. doprowadziła do wydania „Kalendarza Bydgoskiego”, który następnie współredagowała i zasilała cennymi przyczynkami historycznymi i regionalnymi ciekawostkami. Wybrała również zgłoszone na konkurs wspomnienia i opracowała I tom „Opowieści bydgoskich” (1970), które ukazały się już po jej śmierci.
Udzielała się w wielu organizacjach, m.in. Stowarzyszeniu Dziennikarzy Polskich, Okręgowej Komisji Badania Zbrodni Hitlerowskich, Radzie Ochrony Pamięci Walk i Męczeństwa i innych.
Zmarła 2 lipca 1969 r. w Bydgoszczy. Została pochowana na cmentarzu Nowofarnym.

### Życie prywatne
Od 1937 r. była zamężna z Czesławem Drygałą, urzędnikiem mierniczym.

## Odznaczenia
- Odznaka honorowa „Bydgoszcz – Zasłużonemu Obywatelowi”.

## Upamiętnienie
Jej imieniem nazwano w 1991 r. jedną z ulic w dzielnicy Fordon.